# 秦雯彬
秦雯彬（1983年7月16日—），英文名Jan，出生于马来西亚柔佛州古來再也，是一名马来西亚著名影视女演员。结婚晚宴当晚的婚纱和晚装皆由Key Ng黄耀勝亲自设计。Jan Chin秦雯彬穿着由Key Ng黄耀勝亲自设计，Korea Artiz Studio盛情赞助的婚纱步入囍宴，Jan Chin秦雯彬甜蜜地说，“这是一件充满爱的婚纱！”与此同时，这件婚纱成为了“最长婚纱创举”（婚纱长度达102.8米，代表10月28日），并列入“马来西亚纪录大全”（Malaysia Book of Records）。

## 简历
秦雯彬，出生于马来西亚。在2004年20岁时参加了马来西亚Astro华丽台所举办的马来西亚华裔小姐竞选获得季军。2006年获得签约新传媒。2009年离开新传媒。
2014年她在第三届金视奖勇夺五大最受欢迎女艺人。
2017年她再次在第四届金视奖勇夺五大最受欢迎女艺人。

## 电视剧
| 年份   | 劇名             | 角色              | 性質           |
| 2006年 | 情有可缘         | Ester             | 女配角         |
| 2007年 | 美丽的气味       | 小雁              | 女配角         |
| 2007年 | 男人当家         | 王淑娴            | 女配角         |
| 2009年 | 谈谈情，舞舞狮   | 齐小虹            | 女配角         |
| 2011年 | 时光电台         | 夏蕾梦            | 三大女主角之一 |
| 2012年 | 香火             | 溫尚儀            | 女配角         |
| 2012年 | 一次就爱对       | 高姿蔓            | 两大女主角之一 |
| 2013年 | 我们的天空       | 李秀莹            | 女配角         |
| 2013年 | 一次就爱对2      | 高姿蔓            | 两大女主角之一 |
| 2013年 | 说谎者           | 罗佩莹 ( Denise ) | 众女主角之一   |
| 2013年 | 时光电台1970     | 夏蕾梦            | 三大女主角之一 |
| 2013年 | 一次就爱对3      | 高姿蔓            | 两大女主角之一 |
| 2014年 | 重案狙击         | 莫艾菲 ( Nicole ) | 两大女主角之一 |
| 2014年 | 一次就爱对4      | 高姿蔓            | 两大女主角之一 |
| 2015年 | 差三公分想爱你   | 陈玉珊            | 第一女主角     |
| 2015年 | 如何说再见之1314 | Jan               | 单元女主角     |
| 2015年 | 我要放假         | 黄婉菲            | 三大女主角之一 |
| 2016年 | 记忆中的菜单     | 曾心悦            | 众女主角之一   |
| 2016年 | 我的星光大道     | 方珍妮            | 三大女主角之一 |

## 风格儿童教育系列
| 年份   | 劇名                | 角色       | 性質 |
| 2005年 | ABC 儿童英语 第七集 | 小公主神仙 | 客串 |

## 电视电影
| 首播年份 | 名称                      | 角色   | 合作演员                                                                       |
| 2013年   | 聚宝盆前传 Lucky Bowl     | 孟小妹 | 陈凯旋、张惠虹、王爱玲、秦雯彬、蔡河立、庄仲维、叶朝明、王淑君、王冠逸、吴天瑜 |
| 2014年   | 忆起回家 Spring Charm     | Karen  | 蔡河立、陈凯旋、张惠虹、李洺中、吳天瑜、王淑君                                 |
| 2021年   | 附赠的假期 Bonus Vacation | 秦雯彬 | 叶俊岑、温绍平、周雪婷、雷丰铭、叶剑峰、涂迎薇、施宇                           |

## 节目主持
電視節目
- 2013年 第五季《女人占上风》
- 2013年《聆听世界》搭档张惠虹
- 2014年《活力早晨》
- 2014年 第六季《女人占尚风》
- 2014年《金視獎》紅地毯主持人
- 2014年 第二季《聆听世界》搭档陈凯旋
- 2015年 第七季《女人占尚风》
- 2016至今《活力加油站》

網路節目
- 2020年 秦聽我說·如何。对鄭下钥 
搭檔郑瑞钥

## 奖项
| 年份   | 活動                  | 獎項               |
| 2004年 | Astro國際華裔小姐競選 | 季军               |
| 2014年 | 第三屆金視獎頒獎典禮  | 五大最受歡迎女藝人 |
| 2017年 | 第四屆金視獎頒獎典禮  | 五大最受歡迎女藝人 |